# Aéroport international Donald-Sangster

## Situation
| Kingston Montégo Bay Ocho Rios Negril |

## Statistiques
Le graphique qui aurait dû être présenté ici ne peut pas être affiché car il utilise l'ancienne extension Graph, désactivée pour des questions de sécurité. Des indications pour créer un nouveau graphique avec la nouvelle extension Chart sont disponibles ici.

Voir la requête brute et les sources sur Wikidata.

## Compagnies et destinations
| Compagnies             | Destinations |
| ---------------------- | --- |
| Aerogaviota            | La Havane-José Martí, Holguín-F. País                                                                                        |
| Air Canada Rouge       | Toronto (Pearson) En saison : Montréal (P.-E.-Trudeau)                                                                       |
| Air Transat            | Montréal (P.-E.-Trudeau), Toronto (Pearson) En saison : Halifax (Stanfield)                                                  |
| American Airlines      | Charlotte-Douglas, Dallas-Fort Worth, Miami, New York-John F. Kennedy, Philadelphie En saison : Boston Logan, Chicago-O'Hare |
| Caribbean Airlines     | New York-John F. Kennedy En saison : Fort Lauderdale-Hollywood                                                               |
| Cayman Airways         | En saison : Grand Cayman-O. Roberts                                                                                          |
| Condor                 | Francfort En saison : Munich-F. J. Strauß                                                                                    |
| Copa Airlines          | Panama-Tocumen |
| Delta Air Lines        | Atlanta H.-Jackson, New York-John F. Kennedy En saison : Boston Logan, Détroit, Minneapolis-Saint-Paul                       |
| Evelop Airlines        | Charter : Madrid-Barajas |
| Frontier Airlines      | Philadelphie |
| InterCaribbean Airways | Kingston-N. Manley, Ocho Rios, Providenciales                                                                                |
| International AirLink  | Negril |
| JetBlue                | Boston Logan, Fort Lauderdale-Hollywood, New York-John F. Kennedy, Orlando                                                   |
| LATAM Perú             | Lima-J. Chávez |
| Neos                   | Milan-Malpensa En saison : Vérone - Villafranca                                                                              |
| Nordwind Airlines      | En saison charter : Moscou Chérémétiévo                                                                                      |
| Orbest                 | En saison Charter : Lisbonne-H. Delgado[1]                                                                                   |
| Satena Colombia        | Charter : Bogota-El Dorado                                                                                                   |
| Southwest Airlines     | Baltimore-T. Marshall, Chicago-Midway, Fort Lauderdale-Hollywood, Houston-W. P. Hobby, Orlando, Lambert-Saint Louis          |
| Spirit Airlines        | Baltimore-T. Marshall, Fort Lauderdale-Hollywood, Orlando En saison : Détroit                                                |
| Sun Country Airlines   | En saison : Dallas-Fort Worth, Minneapolis-Saint-Paul                                                                        |
| Sunclass Airlines      | En saison : Stockholm-Arlanda                                                                                                |
| Sunrise Airways        | Port-au-Prince T. Louverture                                                                                                 |
| TUI Airways            | Birmingham, Londres-Gatwick, Manchester                                                                                      |
| TUI fly Belgium        | Bruxelles-National |
| TUI fly Netherlands    | Amsterdam |
| United Airlines        | Chicago-O'Hare, Houston-George Bush, Newark-Liberty En saison : Washington-Dulles                                            |
|                        | |
|                        | |
|                        | |
| WestJet                | Toronto (Pearson) En saison : Calgary, Ottawa (Macdonald-Cartier), Winnipeg (J. A. Richardson)                               |

Édité le 19/12/2019